# (521) Brixia
(521) Brixia est un astéroïde de la ceinture principale découvert par Raymond Smith Dugan le 10 janvier 1904.
Il a été ainsi baptisé en référence à la ville italienne de Brescia.